# Joaquima Alemany
Joaquima Alemany i Roca (Barcelona, 19 de mayo de 1942) es una abogada y política española, senadora y diputada tanto al Congreso de los Diputados como al Parlamento de Cataluña. 

## Biografía
Licenciada en derecho por la Universidad de Barcelona y militante de CDC desde 1976. Fue regidora en el ayuntamiento de Barcelona por CiU entre 1983-1989 y Presidenta del Distrito del Ensanche de Barcelona. Fue escogida senadora por la provincia de Barcelona en las elecciones generales españolas de 1989. Fue portavoz de la Comisión de Justicia y de la Comisión de Interior del Senado de España.
Fue diputada en las elecciones generales españolas de 1993, y Vicepresidenta Primera de la Comisión Mixta de los Derechos de la Mujer del Congreso de los Diputados (1993-1996).  Después fue elegida diputada en el Parlamento de Cataluña en las elecciones de 1999.
Entre otros cargos, ha sido Secretaria de la Comisión Mixta Generalidadt-Ministerio de Educación (1978-1983), vicepresidente y directora general de la Comisión Interdepartamental de Promoción de la Mujer (1889-1990), directora general del Instituto Catalán de la Mujer (1989-1990) y posteriormente, fue la 1ª Presidenta del Instituto Catalán de la Mujer. Presidenta de EUDIFF (Asociación Europea para el Desarrollo de la Información y Formación de las Mujeres) en 1991. Desde 1999 preside la Asociación Mujeres por la Libertad y Democracia y es también Presidenta de la entidad International Network of Liberal Women y de la asociación Mujeres por la Libertad y Democracia.
Es miembro de la International Network of Liberal Women, del Lobby Européenne des Femmes y del Consejo Nacional de Mujeres de Cataluña.

## Obras
- Feina de dones